# Marathon (Flórida)
Marathon é uma cidade localizada no estado norte-americano da Flórida, no condado de Monroe, nas Florida Keys. Foi incorporada em 1999.
Sua principal característica é de uma cidade ligada à pesca esportiva e ao mergulho, pelos recifes à sua volta.

## Geografia
De acordo com o United States Census Bureau, a cidade tem uma área de 24 km², onde 21,9 km² estão cobertos por terra e 2,2 km² por água.

## Demografia
Segundo o censo nacional de 2010, a sua população é de 8 297 habitantes e sua densidade populacional é de 379,6 hab/km². Possui 6 187 residências, que resulta em uma densidade de 283 residências/km². É a localidade que, em 10 anos, teve a maior redução populacional do condado de Monroe.